# Ratshof (Halle (Saale))

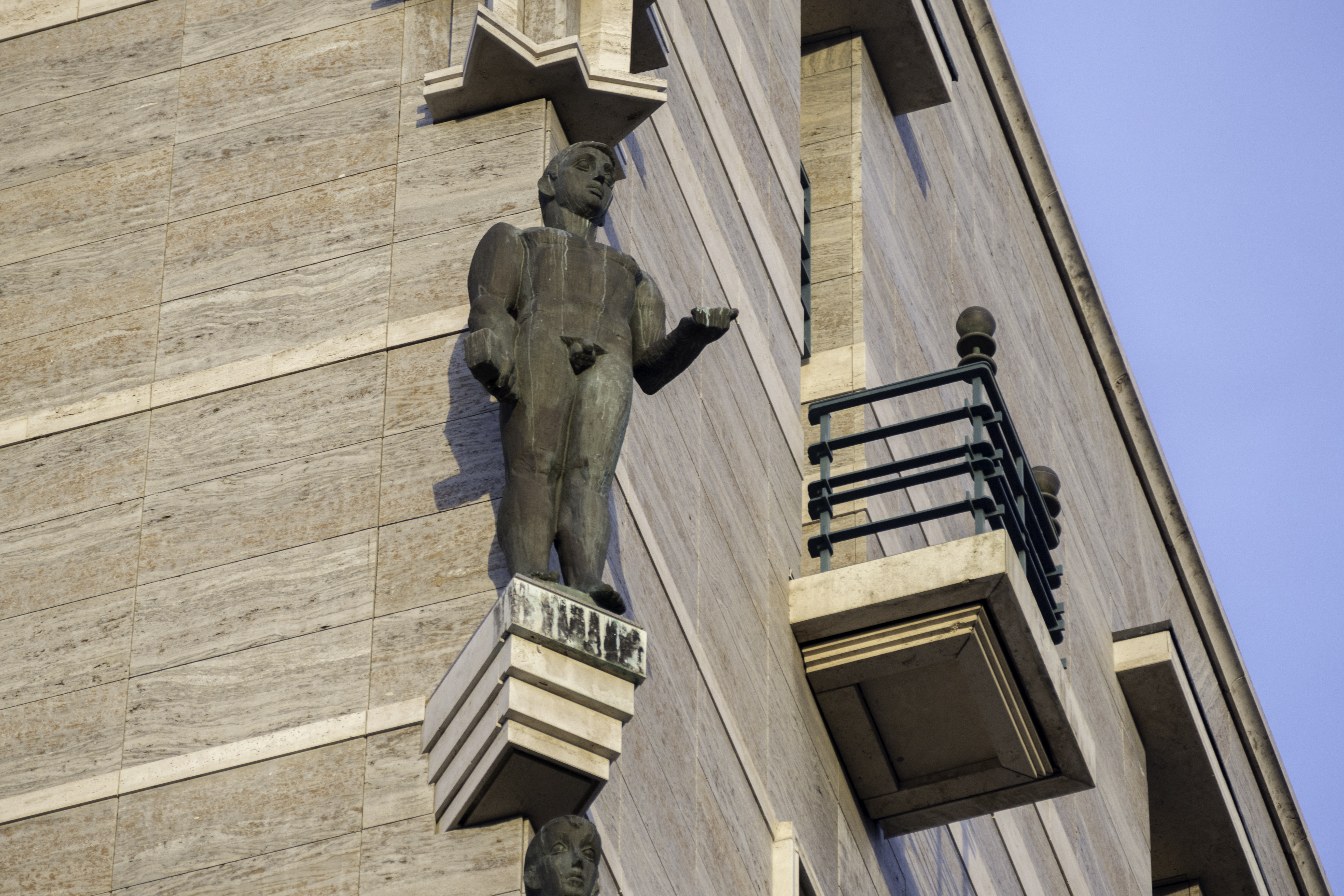
Bronzestatuen am Ratshof

Der Ratshof ist ein denkmalgeschütztes Gebäude am Marktplatz der Großstadt Halle (Saale) in Sachsen-Anhalt, Deutschland. Das Ende der 1920er Jahre errichtete Gebäude übernimmt seit der Zerstörung des Alten Rathauses  im Zweiten Weltkrieg die Funktion des Rathauses der Großstadt.

## Beschreibung und Geschichte
Der Ratshof wurde 1929 auf Betreiben des städtischen Oberbaurats Wilhelm Jost auf der Rückseite des mittelalterlichen Alten Rathauses errichtet. An der Planung waren neben diesem die Herren Walter Nell, Theo Swillens und Phillip Röhr beteiligt.
Es handelt sich um einen dem damaligen Zeitgeist entsprechenden Bau mit schlichter Gestaltung. Über fünf Bürogeschossen steht auf der Sichtachse zur Leipziger Straße ein massiger Eckturm mit hohen Saalfenstern. Dieser ist von einer Pyramidenspitze gekrönt. Der Haupteingang am Marktplatz wird von vier Säulen gegliedert. Im Inneren gab es bis vor wenigen Jahren einen Paternosteraufzug, der mittlerweile durch einen moderneren Aufzug ersetzt wurde. Das Innere des Gebäudes ist nüchtern gehalten. 
Insgesamt befinden sich am und im Bauwerk verschiedene Kunstwerke von Künstlern der Kunsthochschule Burg Giebichenstein, u. a. ein großes Stadtwappen aus Beton an der Ecke der Leipziger Straße sowie fünf 2,20 m hohe Bronzestatuen. Es sind 1976/1977 von Johannes Baumgärtner geschaffene Repliken der 1928/1929 von Gustav Weidanz geschaffenen und im Zweiten Weltkrieg zerstörten Plastiken;
In den 1930er und 1940er Jahren gehörte der Ratshof mit dem Stadthaus und dem alten Rathaus zu den Hauptgebäuden der Stadtverwaltung Halles. Nachdem das Alte Rathaus durch einen Bombentreffer im Zweiten Weltkrieg stark beschädigt worden war, wurde es 1948 abgerissen. Der vorher verdeckte Ratshof bildet seitdem den östlichen Abschluss des dadurch erweiterten Marktplatzes. Eine Bürgerinitiative plant seit mehreren Jahren, das Alte Rathaus wieder aufzubauen. Der Ratshof würde dadurch wieder verdeckt werden.